# Flagge Syriens
Die Flagge Syriens ist eine Trikolore aus drei gleich großen horizontalen Streifen mit dem Seitenverhältnis 2:3, geteilt zu grün, weiß und schwarz, mit drei roten Sternen auf dem mittleren. Sie wurde erstmals in der Syrischen Republik von 1932 bis 1958 und erneut 1961 bis 1963 verwendet. Von 1958 bis 1961 wurde die rot-weiß-schwarze Flagge mit zwei grünen Sternen der nicht mehr existenten Vereinigten Arabischen Republik verwendet; ebenso von 1972 bis 2024 unter den Assads. Mit dem Sturz der Assads am 8. Dezember 2024 wurde die frühere Flagge wieder eingesetzt.

## Aussehen und Bedeutung
Die verwendeten Farben grün, weiß, schwarz und rot sind die panarabische Farben, denen folgenden Bedeutungen zugesprochen wird:
- Grün ist die Farbe des Propheten Mohammed und des Islams.
- Weiß symbolisiert die strahlende Zukunft.
- Schwarz steht für die Jahre der Unterdrückung.
- Rot steht für das Blut, das für die Erlangung der Ziele im Kampf vergossen wurde.

## Historische Flaggen Syriens

1:2 Flagge des Königreichs Syrien (1920)

Vor 1918 war das Gebiet Syriens Teil des Osmanischen Reichs und verwendete dessen Flagge. Nachdem das Osmanische Reich im Ersten Weltkrieg besiegt worden war, wurde mit britischer Hilfe in Syrien eine arabische Verwaltung aufgebaut, die zwischen 1918 und 1920 bestand. Die arabische Administration verwendete als Flagge Syriens die Flagge der arabischen Revolution aus der die panarabischen Farben stammen. Sie zeigt je einen schwarzen, grünen und weißen Querstreifen, in die ein rotes Dreieck hineinragt.
Zwischen dem 8. März und dem 24. Juli 1920, der kurzen Zeit des von den Siegermächten nicht anerkannten Königreichs Syrien unter König Faisal I., wurde der Flagge ein siebenzackiger weißer Stern eingefügt.

### Französisches Mandat
Im September 1919 hatten die Briten die Kontrolle über den Libanon und Syrien an Frankreich übergeben. Am 25. April 1920 wurde Syrien französisches Mandatsgebiet. König Faisal I. wurde am 24. Juli 1920 gestürzt.
Für das Mandatsgebiet wurde möglicherweise zwischen Juli und August 1920 eine Flagge mit einem weißen Halbmond auf hellblauen Grund und in der linken oberen Ecke der französischen Flagge eingeführt. Das Mandatsgebiet wurde in fünf Staaten aufgeteilt: Die Sandschaks von Damaskus, Aleppo und Latakia (Alawitenstaat) und die Mandatsgebiete von den Dschebel ad-Duruz und von Groß-Libanon. Jeder Staat erhielt eine eigene Flagge, jeweils mit der französischen Flagge im oberen, linken Eck.
- Die Flagge von Aleppo zeigte nach rechts versetzt drei goldene, fünfzackige Sterne in einem Dreieck auf weißem Grund. Sie war von 1920 bis 1925 im Gebrauch.
- Die Flagge Damaskus war eine weiße Scheibe auf marineblauem Grund. Sie war von 1920 bis 1922 im Gebrauch.
- Latakia hatte in seiner Flagge eine goldene, 16-strahlige Sonne auf weißem Grund und drei roten Ecken. Sie war von 1920 bis 1936 im Gebrauch. Es wird auch von Flaggenvarianten mit elf oder 20 Sonnenstrahlen berichtet.
- In der Staatsflagge des Gebiets des Dschebel ad-Duruz war die linke und die untere Seite von einem weißen, L-förmigen Streifen bedeckt. Die restliche Flagge bestand vier horizontalen Streifen in Grün, Rot, Gelb und Blau. Von 1921 bis 1924 enthielt sie nicht die französische Flagge, sondern im linken, weißen Streifen 13 gelbe, fünfzackige Sterne. 1924 verschwanden die Sterne und die französische Trikolore wurde eingesetzt. Die Flagge war bis 1936 im Gebrauch. Die zivile Flagge bestand aus fünf horizontalen Streifen in denselben Farben. Rot steht für das Herz und die Liebe, Grün für die Bauern und das Leben, Gelb für die Sonne und den Weizen, Blau für den Himmel und das Schicksal und Weiß für die Reinheit und die Luft.
- Die Flagge von Groß-Libanon weicht von den anderen Flaggen im Design ab. Statt in der oberen Ecke bildete die französische Flagge die Grundlage der Flagge. Im weißen Streifen zeigte die Flagge die Zeder, die auch später in der Flagge des unabhängigen Libanon sich wieder findet. Sie wurde von Naoum Mukarzel entworfen, dem Präsidenten der Libanesischen Widerstandsbewegung.

Im Juni 1922 wurde eine lose Syrische Föderation ohne den Libanon aus den vier anderen Staaten geschaffen. Diese Föderation verwendete auf ihrer Flagge drei horizontale grün-weiß-grüne Streifen mit der französischen Flagge in der oberen, linken Ecke. Als Aleppo und Damaskus zum Syrischen Staat am 1. Dezember 1924 vereinigt wurden, verwendeten sie die grün-weiß-grüne Flagge weiter. Die anderen Teile Syriens wurden 1937 angeschlossen. Es gibt unterschiedliche Berichte von Varianten der Flagge.

Flagge des französischen Mandates Syrien
Flagge des Staates von Aleppo 1920 bis 1925
Flagge des Staates von Damaskus
Flagge des Staates von Latakia 1920 bis 1936

Bürgerliche Flagge des Mandatsgebiets des Dschebel ad-Duruz 1921 bis 1936
Staatsflagge des Mandatsgebiets des Dschebel ad-Duruz 1921 bis 1924
Staatsflagge des Mandatsgebiets des Dschebel ad-Duruz 1924 bis 1936

Flagge des Groß-Libanon 1920 bis 1943
Syrische Föderation 1922 bis 1925 Syrischer Staat 1925 bis 1932

### Unabhängiges Syrien und die arabischen Föderationen

Flagge der Baath-Partei

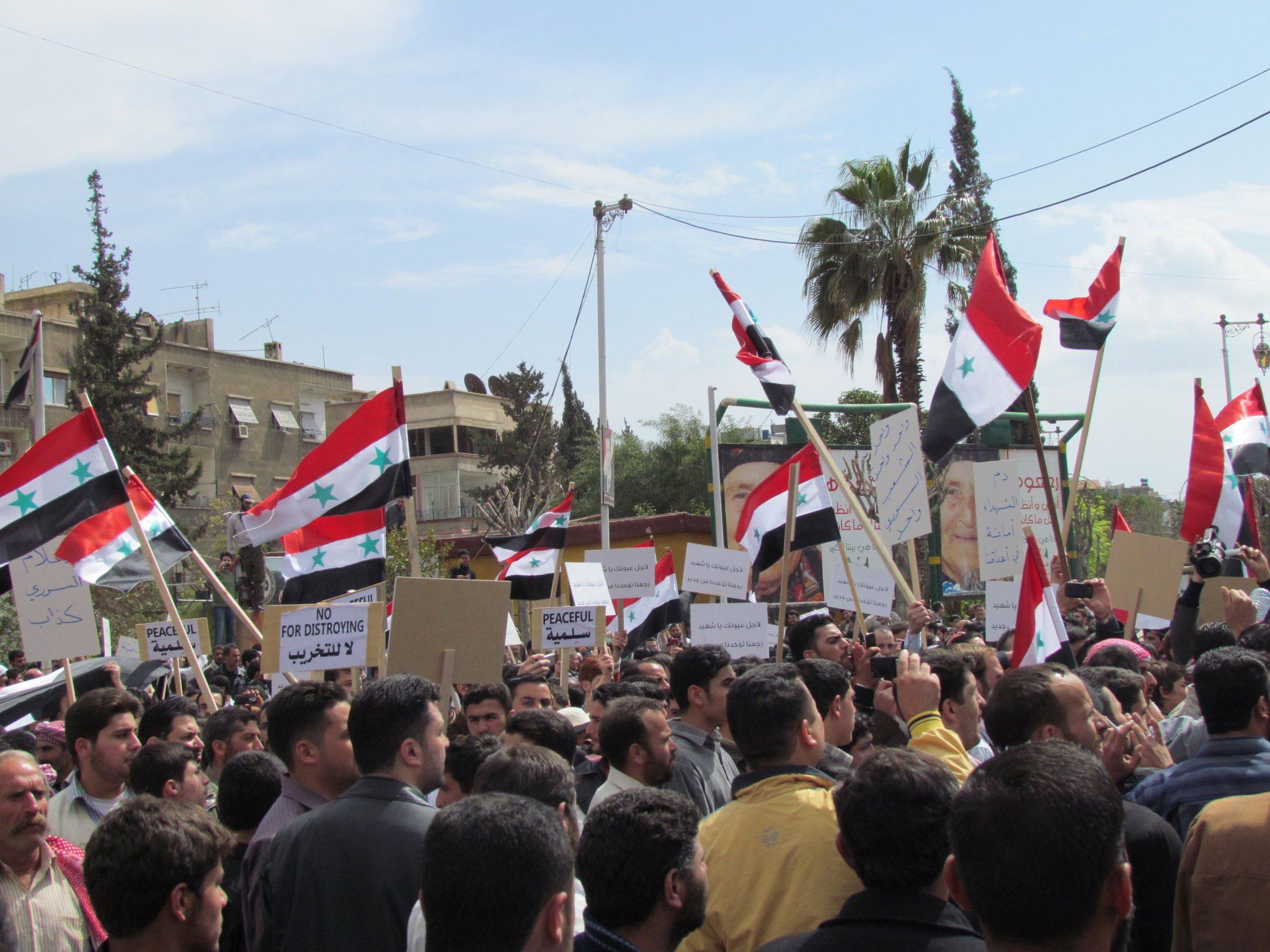
Regimegegner demonstrieren mit der Nationalflagge in Damaskus (2011)

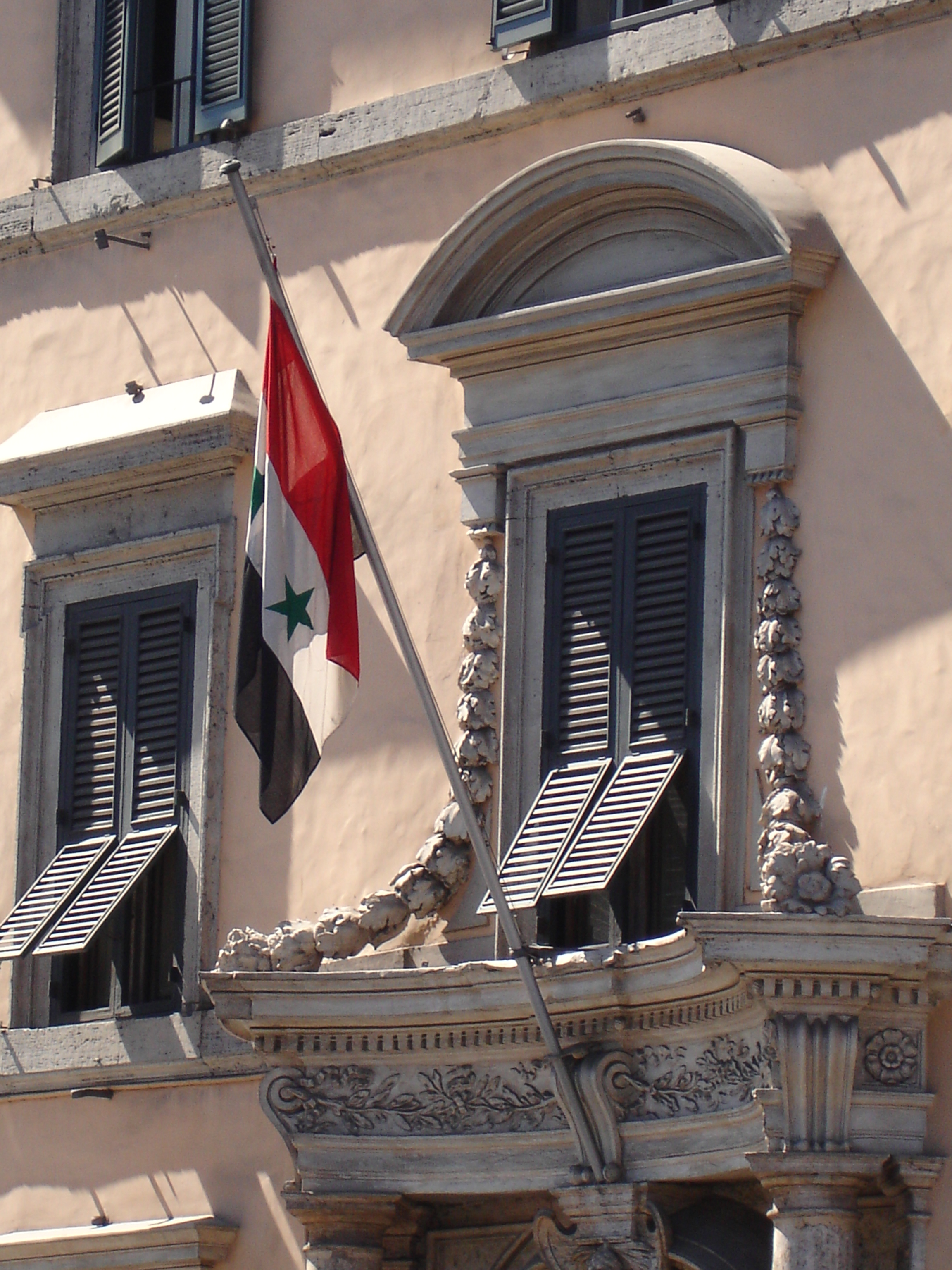
Flagge Syriens an der Botschaft in Rom (2008)

1932 erhielt Syrien die Autonomie. Als Nationalflagge nahm es eine Flagge an mit drei waagrechten Streifen Grün-Weiß-Schwarz und drei fünfeckigen, roten Sternen im weißen Streifen. Die Sterne standen für die drei Distrikte Syriens, Aleppo, Damaskus und Deir ez-Zor. Erstmals wurde sie am 1. Januar 1932 in Aleppo gehisst, am 11. Juni in Damaskus. 1936 wurden Latakia und das Gebiet der Dschebel ad-Duruz zur Republik angefügt. Die Sterne standen nun für Aleppo zusammen mit Damaskus und Deir ez-Zor, das Gebiet der Dschebel ad-Duruz und der dritte für Latakia. 1946 erhielt Syrien endgültig seine Unabhängigkeit und behielt die Flagge zunächst bei. Sie entspricht der heutigen Flagge.
Von 1958 bis 1961 war Syrien zusammen mit Ägypten Teil der Vereinigten Arabischen Republik. Die Republik verwendete eine Flagge mit drei waagrechten Streifen Rot-Weiß-Schwarz und zwei fünfeckigen, grünen Sternen im weißen Streifen. Die nunmehr zwei Sterne standen für Syrien und Ägypten.
Am 28. September 1961 verließ Syrien die Union und nahm seine alte Flagge von 1932 wieder an.
Nach dem Staatsstreich durch die Baath-Partei 1963 wurde eine rot-weiß-schwarze Flagge mit drei grünen Sternen benutzt. Sie sollte die geplante Föderation mit Ägypten und dem Irak symbolisieren. Der Irak nutzte diese Flagge in verschiedenen Variationen bis 2008.
Ab dem 1. Januar 1972 wurde mit der Bildung der Föderation Arabischer Republiken von Ägypten, Libyen und Syrien eine gemeinsame rot-schwarz-weiße Flagge verwendet, die im weißen Band den goldenen Falken der Quraisch zeigt, der ein Schriftband mit dem Namen der Föderation hält. Ägypten und Libyen führten unterhalb des Spruchbands zusätzlich den Landesnamen. Syrien behielt diese Flagge über das Ende der Föderation Arabischer Republiken 1977 hinaus bis 1980. Nach dem Scheitern eines erneuten syrisch-irakischen Unionsprojektes 1979 und statt einer damit verbundenen Rückkehr zur dreisternigen VAR-Flagge von 1963 entschloss sich Syrien 1980, die zweisternige VAR-Flagge von 1958 wiederzuverwenden. Ägypten behielt die Föderationsflagge bis 1984 bei.

1:2  Flagge der Syrischen Republik 1932 bis 1958
2:3  Flagge der Vereinigten Arabischen Republik 1958 bis 1972, ab 1961 nur noch Flagge Ägyptens
1:2  Flagge Syriens 1961 bis 1963
1:2  Flagge Syriens 1963 bis 1972
2:3  Flagge Syriens zur Zeit der Föderation Arabischer Republiken
2:3  Von 1980 bis 2024 für die Arabische Republik Syrien verwendete Flagge

### Flagge der Opposition im Bürgerkrieg ab 2011

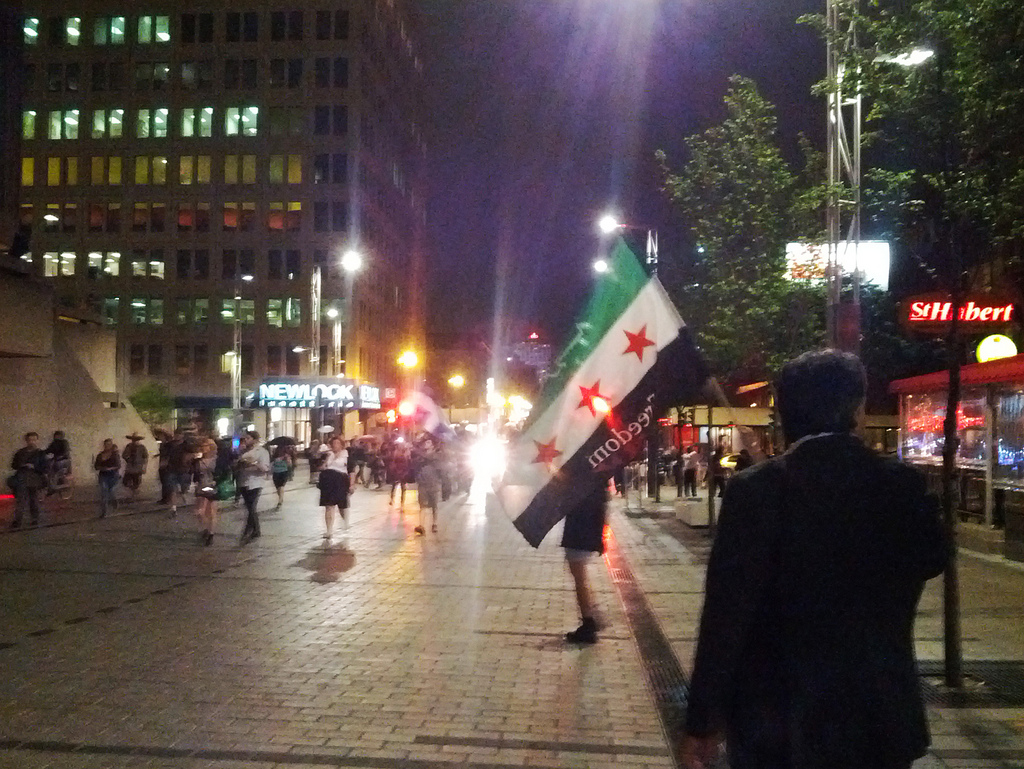
Die alte (und neue) Flagge Syriens bei einer Demonstration in Montreal (2012)

Mit Beginn des syrischen Bürgerkriegs 2011 gegen die Herrschaft der Assad-Familie und der Baath-Partei wurde von einigen aufständischen Gruppen statt der aktuellen Nationalflagge die alte grün-weiß-schwarze Nationalflagge benutzt, die vor der Machtergreifung der Baath-Partei im Gebrauch war. Ähnlich hatte sich die Protestbewegung in Libyen der Flagge vor Machtergreifung des Regimes als Symbol bedient und diese als Nationalflagge nach ihrem Sieg wiedereingeführt. Auch in Syrien ist die alte Nationalflagge inzwischen ein Symbol der Opposition. So verwendet die Freie Syrische Armee deren Farbkombination in ihrem Abzeichen, ebenso die Nationalkoalition.
In Syrien selbst führt die islamistische al-Nusra-Front statt der alten Flagge eine eigene schwarze Flagge mit Schahāda. Die sowohl gegen die Regierung als auch gegen die Oppositionskoalition kämpfende und ehemals weite Teile Syriens kontrollierende Bewegung Islamischer Staat in Irak und Syrien führte ebenfalls eine eigene schwarze Flagge.
Im Dezember 2024 wurde Präsident Baschar al-Assad gestürzt. Daraufhin wurde vielerorts, auch an offiziellen Regierungsgebäuden in Syrien sowie mehreren Botschaften im Ausland, die Flagge der Opposition mit grünem statt rotem horizontalem Streifen und roten Sternen gehisst.

2:3  Die von den Rebellen im Bürgerkrieg und seit Dezember 2024 von der Übergangsregierung verwendete Flagge
2:3  Alternativvariante der Flagge mit kleineren Sternen
Banner der al-Nusra-Front
Flagge des „Islamischen Staates“
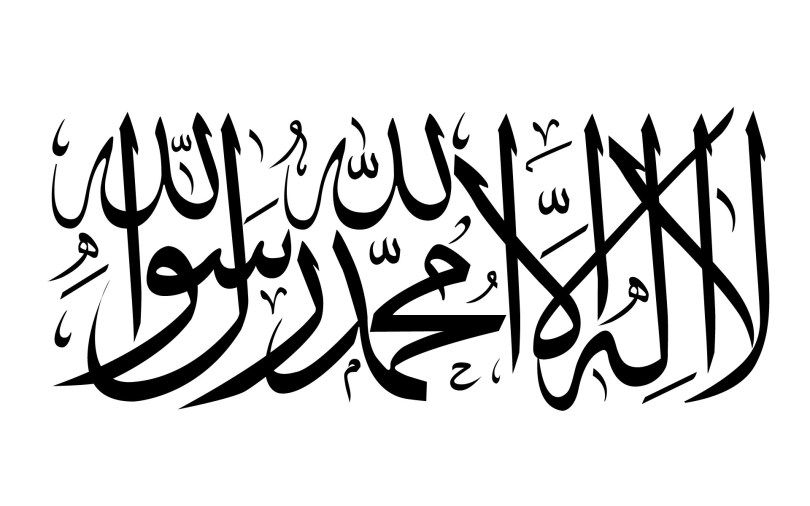
Weiße Schahada-Flagge, die von der Übergangsregierung anfangs genutzt wurde

## Weitere Flaggen Syriens

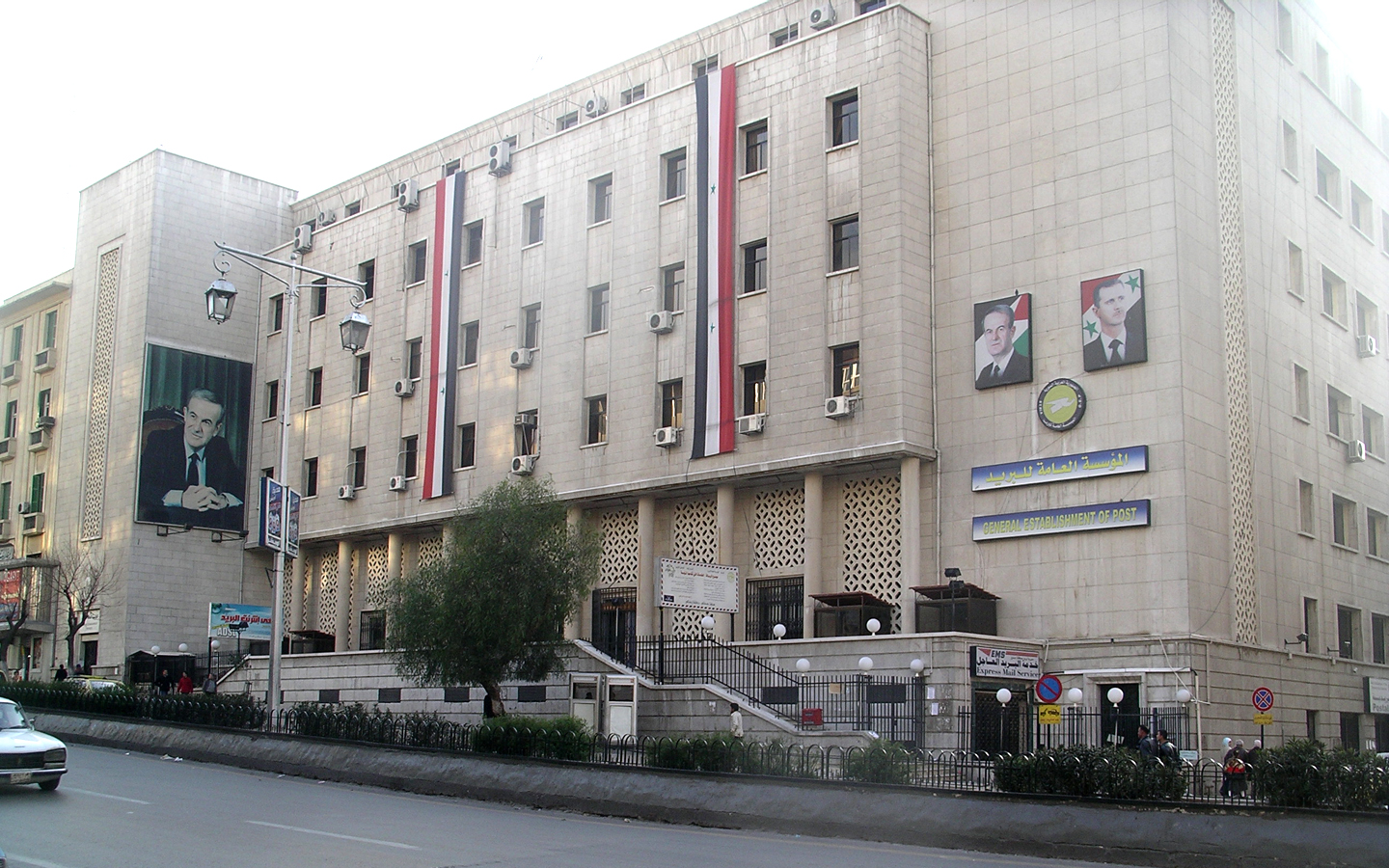
Hängende Version der alten Nationalflagge

Auf der Flagge der Provinz Damaskus (Madinat Dimaschq) findet sich die große Moschee von Damaskus und die Inschrift Dimashq el-Asad (Damaskus, der Löwe).
Die Baath-Partei verwendet eine Flagge mit drei horizontalen Streifen schwarz-weiß-grün und einem roten Dreieck. Sie entspricht der Flagge der irakischen Baath-Partei und der Flagge Palästinas.
Die Flagge der Minderheit der Aramäer (christliche Syrer) zeigt einen geflügelten, goldenen Altar auf rotem Grund.
In Syrien, wie auch im Iran, Irak und im Libanon leben assyrische Christen. Die assyrische Flagge wurde 1968 von der Assyrian Universal Alliance entworfen. Sie hat ihren Ursprung in der Darstellung des assyrischen Sonnengottes Šamaš, auf der die Sonnenscheibe auf einem Altar steht. Der goldene Kreis in der Mitte stellt die Sonne dar, die mit ihren Flammen Hitze und Licht erzeugt, um die Lebewesen der Erde aufrechtzuerhalten. Der Stern, der die Sonne umgibt, symbolisiert das Land, die hellblaue Farbe symbolisiert Gelassenheit. Die wogenden Streifen repräsentieren die drei Hauptflüsse des assyrischen Heimatlandes: der Tigris, der Euphrat und der große Zab. Die dunkelblauen Streifen stehen für den Euphrat, dessen assyrischer Name „Überfluss“ heißt. Die roten Streifen stehen für Courage, Herrlichkeit und Stolz, sie repräsentieren den Tigris. Die weißen Linien zwischen diesen zwei großen Flüssen repräsentieren den großen Zab, die weiße Farbe symbolisiert Frieden. Einige interpretieren die roten, weißen und blauen Streifen als die Wege, die die zerstreuten Assyrer zurück zu ihrem Heimatland ihrer Ahnen zurückführen werden. Über der assyrischen Flagge ist der Gott der Assyrer „Assur“ aus vorchristlicher Zeit zu sehen.
Die kleinen Minderheiten der Turkmenen in Syrien, hauptsächlich in Aleppo, Damaskus und Latakia, verwenden eine rote Flagge mit türkischem Halbmond und fünfzackigem Stern nach Vorbild der Flagge der Türkei. Am oberen Rand befinden sich zusätzlich zwei dünne Streifen, blau und weiß, am unteren Rand zwei weitere in weiß und grün.

Flagge der Provinz Damaskus (gültig bis 2024)
Flagge der Aramäer (Suryoye/Syrer)
Die Flagge der Assyrer